# Bunești (Brașov)
Bunești (deutsch Bodendorf, siebenbürgisch-sächsisch Bodendref, ungarisch Szászbuda) ist eine Gemeinde in der Region Siebenbürgen in Rumänien.

## Lage
Bunești liegt im Repser Ländchen, einer Kleinregion an der nordwestlichen Grenze des Kreises Brașov, benannt nach der Stadt Rupea (Reps). Der Ort liegt an der für den nationalen und internationalen Fernverkehr bedeutenden Europastraße E 60, die hier von Sighișoara (Schäßburg) nach Brașov (Kronstadt) führt.

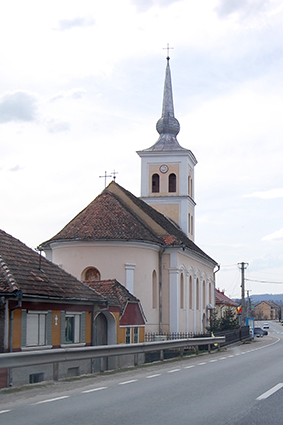
Griechisch-katholische Dorfkirche in Bunești (seit 1948 von der orthodoxen Gemeinde benutzt)

## Geschichte
Der Ort wurde erstmalig im Jare 1337 urkundlich erwähnt. Innerhalb des Königsbodens, einer Verwaltungsstruktur der Siebenbürger Sachsen, gehörte Bodendorf zum Schäßburger Stuhl, dort war es Teil des sogenannten „Unteren Stuhles“.
In dem ursprünglich von Siebenbürger Sachsen geprägten Ort leben seit den 1960er-Jahren überwiegend Rumänen. Nach der Wende von 1989 sank der Anteil der deutschsprachigen Bevölkerung rapide.  Im Jahr 1992 gaben zur Volkszählung 34 Personen die deutsche Nationalität an.
Während der zweiten Hälfte des 20. Jahrhunderts entwickelte sich Bunești zu einer fünf Dörfer umfassenden Großgemeinde.

## Bildung, Wirtschaft und Soziales
Die Gemeinde verfügt über fünf Kindergärten und fünf Grundschulen. Die Einwohner der Gemeinde Bunești befassen sich hauptsächlich mit Viehzucht, Agrotourismus, Handel sowie Land- und Forstwirtschaft.

## Sehenswürdigkeiten
Auf dem Gebiet der Gemeinde liegt das Dorf Viscri (Deutsch-Weisskirch), seit 1999 UNESCO-Weltkulturerbe.
- Die Evangelische Kirche
- Die Griechisch-Katholische Kirche
- Das Sfântu-Gheorghe-Kloster

## Persönlichkeiten
- Eugen A. Pora (1909–1981), Zoologe, wurde hier geboren,[7] 1963 Mitglied der Rumänischen Akademie.[8]